# Ciboticola
Ciboticola is een geslacht van tweekleppigen uit de familie van de Mytilidae.

## Soorten
- Ciboticola andersoni (Martens, 1887)
- Ciboticola lunata (Hedley, 1902)